# Hussain Al-Eker
Hussain Al-Eker (Manama, 30 de septiembre de 2001) es un futbolista bareiní que juega en la demarcación de centrocampista para el Riffa Club de la Liga Premier de Baréin.

## Selección nacional
Hizo su debut con la selección absoluta de Baréin el 12 de octubre de 2023 contra Kirguistán en un partido amistoso que finalizó con un resultado de 2-0 a favor del combinado bareiní tras los goles de Mohamed Abdulwahab y Abdullah Al-Hashash.

## Clubes
| Club             | País   | Año       | Partidos | Goles |
| ---------------- | ------ | --------- | -------- | ----- |
| Al-Shabab Manama | Baréin | 2022-2023 |          |       |
| Riffa Club       | Baréin | 2023-     | 2        | 0     |